# Nikolaeva Patera
La Nikolaeva Patera è una struttura geologica della superficie di Venere.